# Waterpolo al Campionat del Món de natació de 2013
La competició de waterpolo al Campionat del Món de natació de 2013 es realitza entre els dies 21 de juliol i 3 d'agost de 2013 a les Piscines Bernat Picornell (Barcelona).

## Resum de medalles
| Event                | Or | Plata | Bronze |
| competició masculina | HongriaAttila Decker · Viktor Nagy · Bence Bátori · Krisztián Bedő · Ádám Decker · Miklós Gór-Nagy · Balázs Hárai · Norbert Hosnyánszky · Norbert Madaras · Márton Szivós · Dániel Varga · Dénes Varga · Márton Vámos              | MontenegroZdravko Radić · Draško Brguljan · Vjekoslav Pasković · Antonio Petrović · Darko Brguljan · Ugo Crousillat · Mlađan Janović · Nikola Janović · Aleksandar Ivović · Sasa Misić · Filip Klikovać · Predrag Jokić · Miloš Šćepanović | CroàciaJosip Pavić · Luka Lončar · Ivan Milaković · Fran Paskvalin · Maro Joković · Luka Bukić · Petar Muslim · Andro Bušlje · Sandro Sukno · Nikša Dobud · Anđelo Šetka · Paulo Obradović · Marko Bijač                           |
| competició femenina  | EspanyaMarta Bach · Andrea Blas · Anna Espar · Laura Ester · Maica García Godoy · Patricia Herrera Fernández · Laura López · Ona Meseguer · Lorena Miranda · Matilde Ortiz · Jennifer Pareja · Pilar Peña Carrasco · Roser Tarragó | AustràliaLea Barta · Jayde Appel · Hannah Buckling · Holly Lincoln-Smith · Isobel Bishop · Bronwen Knox · Rowena Webster · Glencora Ralph · Zoe Arancini · Ashleigh Southern · Keesja Gofers · Nicola Zagame · Kelsey Wakefield            | HongriaFlóra Bolonyai · Orsolya Kasó · Dóra Antal · Barbara Bujka · Krisztina Garda · Anna Illés · Rita Keszthelyi · Dóra Kisteleki · Katalin Menczinger · Ibolya Kitti Miskolczi · Gabriella Szűcs · Orsolya Takács · Ildikó Tóth |

## Medaller
| Pos.  | País       | Or | Plata | Bronze | Total |
| 1     | Hongria    | 1  | 0     | 1      | 2     |
| 2     | Espanya    | 1  | 0     | 0      | 1     |
| 3     | Austràlia  | 0  | 1     | 0      | 1     |
| 3     | Montenegro | 0  | 1     | 0      | 1     |
| 5     | Croàcia    | 0  | 0     | 1      | 1     |
| Total | Total      | 2  | 2     | 2      | 6     |